# 8010 Böhnhardt
8010 Böhnhardt eller 1989 GB1 är en asteroid i huvudbältet som upptäcktes den 3 april 1989 av den belgiske astronomen Eric W. Elst vid La Silla-observatoriet. Den är uppkallad efter den tyske astronomen Hermann Böhnhardt.
Asteroiden har en diameter på ungefär 16 kilometer och den tillhör asteroidgruppen Nocturna.